# Senhores de Teixoso
Senhor do Teixoso, dos senhorios, domínios e direitos sobre as terras do Teixoso, no termo do Sabugal, atribuídas a D. António da Cunha, Fidalgo da Casa Real, Alcaide-Mor do Castelo do Sabugal e do Castelo de Alfaiates por mercê do Rei D. Manuel I de Portugal a 20 de Maio de 1513.

## Senhores do Teixoso
- D. António da Cunha, 1.º Senhor do Teixoso
- D. Pero da Cunha, 2.º Senhor do Teixoso